# Baumannshöhle
Die Baumannshöhle ist die älteste Schauhöhle Deutschlands; sie liegt neben der Hermannshöhle in Rübeland im Harz.

## Geologie
Die Höhle entstand im Devon-Kalk des Elbingeröder Komplexes in Verbindung mit der Ausbildung des Bodetals im Bereich altangelegter Störungen.

## Geschichte

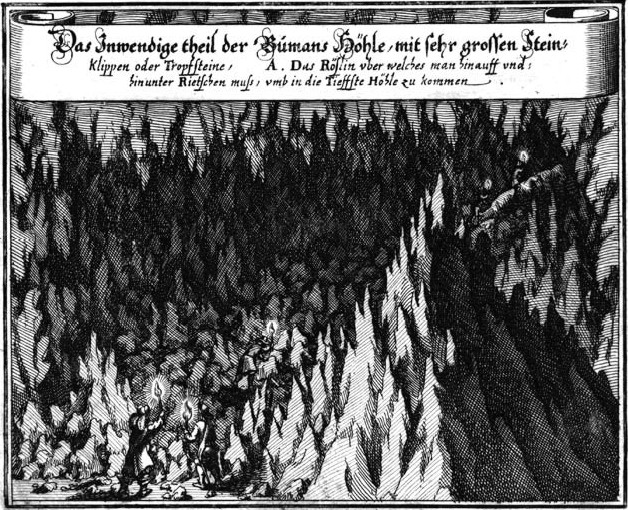
Baumannshöhle in einer Darstellung von Conrad Buno

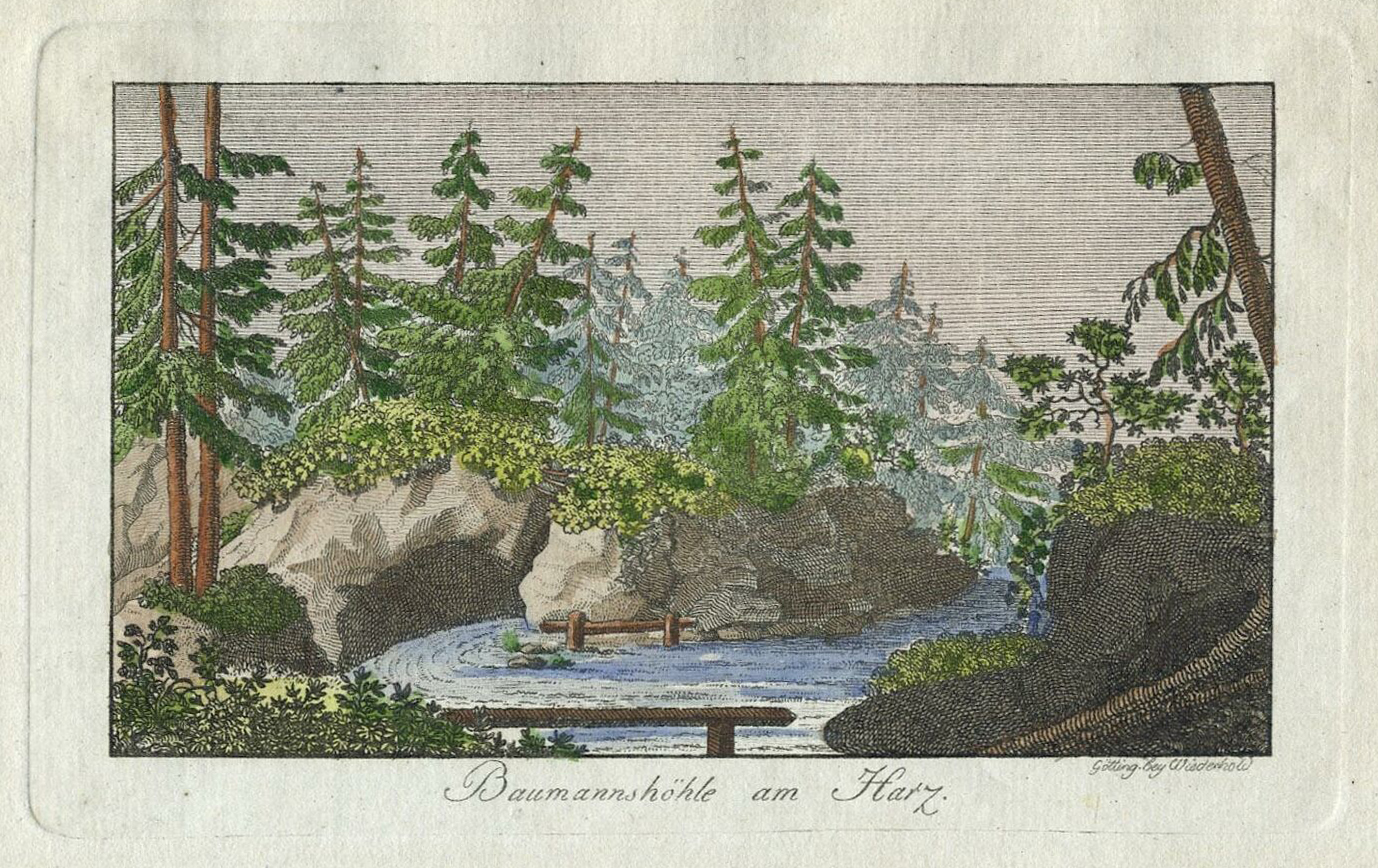
Um 1820: Äußere Situation der „Baumannshöhle am Harz“;
kolorierter Kupferstich

Einer nicht belegten Sage nach wurde die Höhle um 1536 durch den Bergmann Friedrich Baumann entdeckt, auf den auch der Name der Höhle zurückgehen soll. Baumann soll auf der Suche nach einer Erzlagerstätte in die Höhle gelangt sein und sich dort nach Verlöschen seines Grubenlichts verlaufen haben. Nach drei Tagen sei es ihm gelungen, den Ausgang wiederzufinden. Er konnte zwar angeblich noch von der Höhle berichten, sei dann jedoch an den Folgen der Entbehrungen gestorben. Das zur Sage gehörige Datum 1536 wurde während der NS-Zeit in den 1930er Jahren frei erfunden, um ein Jubiläum feiern zu können.
Seit dem 16. Jahrhundert fanden Besuche in der Höhle statt. 1649 erteilten die Herzöge von Braunschweig dem Rübeländer Valentin Wagner und seiner Familie das Privileg, Besucher durch die Höhle zu führen. Dieser Zeitpunkt gilt als Beginn regulärer Führungen. Aufgrund der Zerstörung von Tropfsteinen erließ der Braunschweiger Herzog Rudolf August am 10. April 1668 eine Verordnung zum Schutz der Baumannshöhle. Die Höhle gilt daher auch als erstes rechtlich unter Schutz gestelltes Naturdenkmal in Deutschland. Um unbefugte Zutritte zu verhindern, sicherte man den Zugang 1688 durch eine Tür, so dass der Tropfsteinschmuck im Wesentlichen bis heute erhalten blieb. Zu den bekanntesten Besuchern zählte Johann Wolfgang von Goethe, der die Höhle 1777, 1783 und 1784 besuchte. Weitere bekannte Besucher waren 1656 der Theologe Gottfried Olearius und 1690 der Philosoph und Wissenschaftler Gottfried Wilhelm Leibniz. Die älteste Darstellung des Höhleninneren ist vom Jahr 1654 durch Matthäus Merian überliefert. Der älteste Höhlenplan stammt aus dem Jahre 1665. Die Baumannshöhle wurde, neben dem Brocken, eine der bekanntesten Harzer Sehenswürdigkeiten und gewann somit für Rübeland Bedeutung als wichtiger Wirtschaftsfaktor. Damals stand auch die in der Nähe gelegene Bielshöhle Besuchern offen.
Der Zugang zur Baumannshöhle befand sich hoch am westlichen Hang des Bodetals. Die Begehung der Höhle war schwierig. Eine gründlichere Erforschung der Höhle folgte ab der zweiten Hälfte des 19. Jahrhunderts. Der Höhlenführer Streitberg fand dabei am 1. Juli 1888 den Zugang zu bis dahin nicht bekannten Teilen der Höhle, die als Neue Baumannshöhle bezeichnet werden. Oberforstmeister Nehring erstellte noch im selben Jahr einen exakten Plan der Höhle.
Als am 1. Mai 1890 der reguläre Führungsbetrieb in der benachbarten Hermannshöhle aufgenommen wurde, die zudem noch mit elektrischem Licht ausgestattet war, gingen die Besucherzahlen der Baumannshöhle zurück. Dazu trug sicher auch ihr schlechter Zustand bei; verrußte Höhlenwände und glanzlose Tropfsteine zeugten vom Gebrauch der Pechfackeln, zahlreiche Tropfsteine waren als Souvenir oder zum Verkauf entfernt worden, bengalische Feuer sollten Besucher unterhalten.
Im heutigen Goethesaal der Höhle wurden 1901 Untersuchungen zur natürlichen Radioaktivität durch die Wolfenbütteler Forscher Elster und Geitel vorgenommen. 1928/1929 führte Stolberg eine teilweise Neuvermessung der Baumannshöhle durch. 1927/28 wurde ein neuer Eingang angelegt; seither gelangen die Besucher von der in der Ortsmitte gelegenen Eingangshalle über einen 74 Meter langen, steil aufwärts führenden Stollen in die Höhle. Der alte Eingang wurde für die Öffentlichkeit geschlossen und dient heute nur noch betrieblichen Zwecken. Auch innerhalb wurden neue Wege angelegt, wobei indes weiterhin nicht alle Teile der Höhle der Öffentlichkeit zugänglich sind. Bei Grabungen 1965 gelangten neue steinzeitliche Funde ans Tageslicht. In den 1990er Jahren fanden Untersuchungen und Vermessungen durch die Arbeitsgemeinschaft für Karstkunde e. V. statt. 
Seit dem Jahr 2000 können Brautpaare in der Baumannshöhle heiraten.

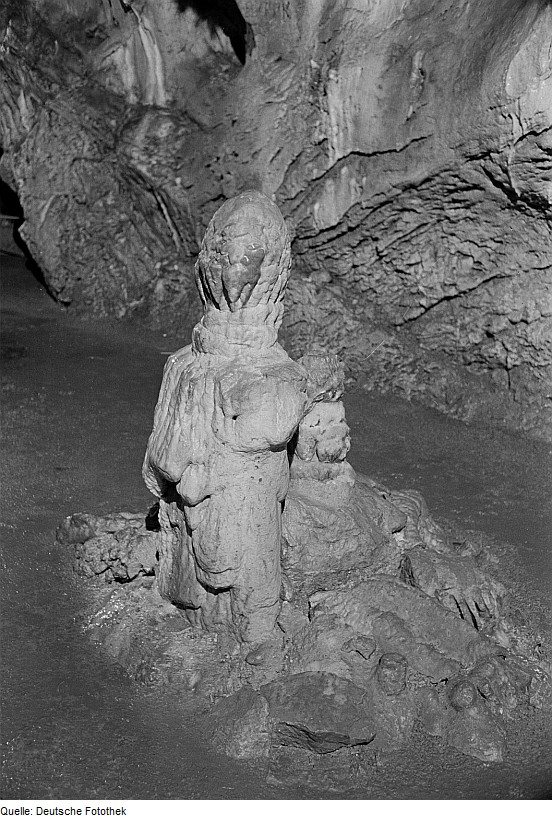
„Mönch“
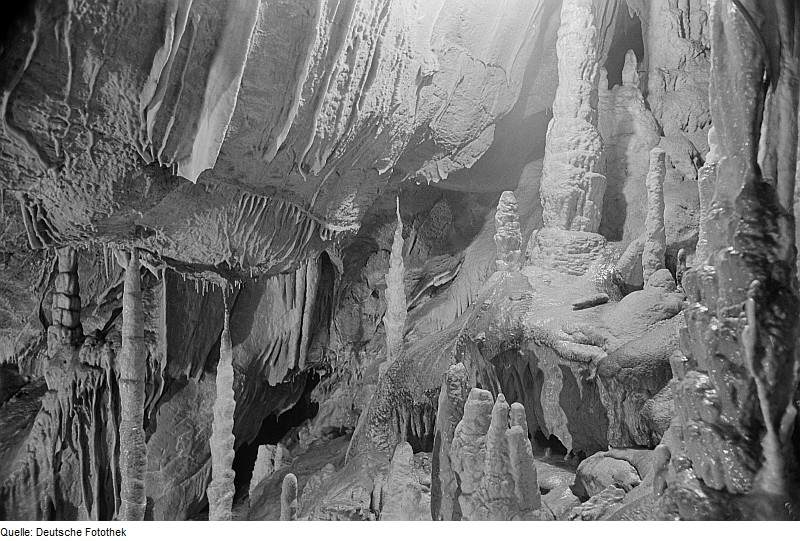
Säulenhalle (1951)
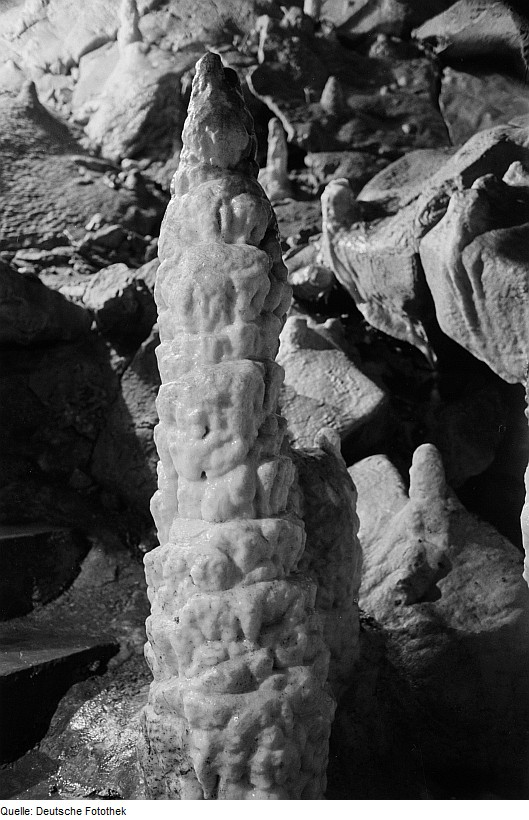
„Lebensbaum“ in der Säulenhalle
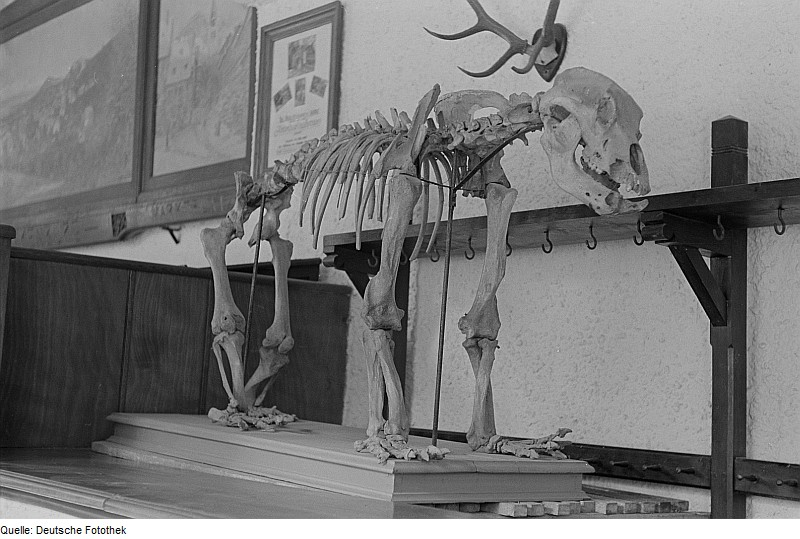
Rekonstruiertes Höhlenbärenskelett, wie es 1951 im Eingangsbereich stand
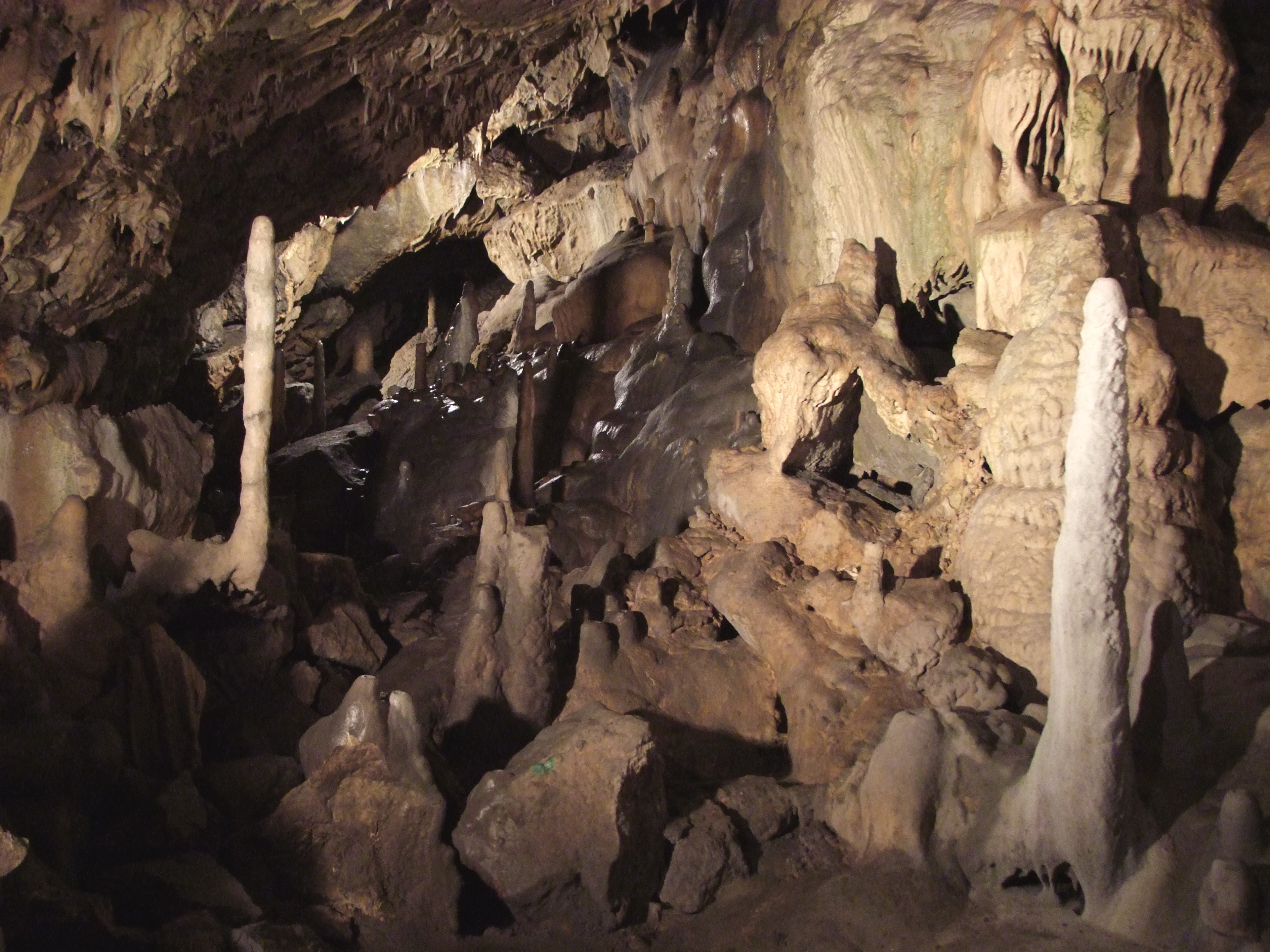

## Raumbeschreibung
Die Baumannshöhle besteht aus mehreren miteinander verbundenen Hohlräumen. Zu nennen ist beispielsweise die von vielen einen Meter hohen Stalagmiten geprägte Leuchterschlucht. Größter Raum ist der Goethesaal mit einer Grundfläche von etwa 2500 m², wo auch Konzerte stattfinden und während der Schulferien gelegentlich Theaterstücke aufgeführt werden. Für diese Zwecke gibt es in diesem Saal zwei Bühnen und Plätze für bis zu 300 Zuschauer. Auch ein künstlich angelegter, bis zu 80 Zentimeter tiefer See befindet sich hier, der Wolfgangsee. Der Goethesaal ist zugleich Außenstelle des örtlichen Standesamts. Bis 1928 hieß die Halle Tanzsaal. Der höchste Punkt der Höhle, das Himmelreich, liegt bei 440 m ü. NN; der tiefste Punkt ist der 61 Meter tiefer gelegene Wassergang. In einer als Hamburger Wappen bezeichneten Höhle befindet sich eine Gesteinsformation, die Goethe an das Hamburger Wappen erinnerte. Da dieser kleinere Höhlensaal ursprünglich Goethesaal hieß, musste sie nach der Umbenennung des Tanzsaals einen neuen Namen erhalten. Im Hamburger Wappen gibt es darüber hinaus einen künstlich veränderten, etwa einen Meter hohen bekannten Stalagmiten, den Mönch. Vom Hamburger Wappen gelangt man zu den 1888 entdeckten Teilen der neuen Baumannshöhle, so zur Schildkrötenschlucht. Der Name rührt von einer Sinter- und Bruchformation her, die an eine Schildkröte erinnert. Oberhalb der Schlucht befindet sich eine für Gruppenfotos gern genutzte Treppenanlage.
Weitere Besonderheiten sind das Hängende Gebirge und die Palmengrotte, die ihren Namen von einer Sinterformation hat, die an eine Palme erinnert. Als besonders schöner Raum gilt die Säulenhalle, die von einer Vielzahl von Stalaktiten, Stalagmiten, Sinterfahnen und kleinen Sinterröhrchen, sogenannten Makkaronis, geprägt ist. In dieser Halle befindet sich auch ein als Lebensbaum bezeichneter Stalagmit, der als Wahrzeichen der Höhle gilt.
Bekanntgeworden ist die Höhle unter anderem wegen der zahlreichen Knochenfunde des heute ausgestorbenen Höhlenbären. Sie wurden auf einem als Großes Knochenfeld bezeichneten Areal zusammengetragen. Hier befindet sich heute ein rekonstruiertes Höhlenbärenskelett.
In der Baumannshöhle überwintern Fledermäuse. Als problematisch stellt sich das Auftreten sogenannter Lampenflora dar. Der Bewuchs von Moosen und anderen Pflanzen tritt in der Umgebung künstlicher Lichtquellen auf und kann das Erscheinungsbild der Höhle verändern bzw. die Steine schädigen. Mit Beleuchtungskonzepten und Reinigungsarbeiten im Winter wird der Erscheinung entgegengewirkt.